# Marcel Dries
Marcel Dries (19 de setembre de 1929 - 27 de setembre de 2011) fou un futbolista belga.

## Selecció de Bèlgica
Va formar part de l'equip belga a la Copa del Món de 1954.